# ザウバー・C23
ザウバーC23 (Sauber C23) は、ザウバーが2004年のF1世界選手権参戦用に開発したフォーミュラ1カーで、ウィリー・ランプが設計した。2004年の開幕戦から最終戦まで実戦投入された。
2004年シーズンオフには2005年シーズンから使用するミシュランタイヤのテスト時にも使用された。

## C23
C23にはフェラーリ製のギヤボックスが搭載されるであろうとの噂は2003年シーズン終了間際から語られていた。それはエンジンをフェラーリから供給されていることも影響していた。
C23の発表会はレッドブルとのスポンサー10周年を記念して、レッドブルが所有する飛行機などの格納庫のハンガー7で派手に行われた。そこでお披露目されたC23はフェラーリと同型のTipo053エンジン（1グランプリ1エンジン規則のため）とフェラーリの2003年型ギヤボックスを搭載するだけでなく、全体がフェラーリの前年モデルF2003-GAに酷似していた。ホイールはO・Z製で、2004年レギュレーションに対応したリヤウイングとエンジンカバーを装着していたが、サイドポッドの丸みやシャークルーバーの位置など、外観はまさにF2003-GAだった。発表会ではオリジナルだったフロントウイングも、最初のテストではF2003-GAと同様のものに変えられた。
このようにあまりにも似ていることから青いフェラーリと揶揄された。

## 2004年シーズン
フェラーリの威光にあやかり、成績も今までのザウバーよりは良くなるのではないかといわれたが、開幕までにパワーステアリングが間に合わず、しかもブリヂストンの新型タイヤのグリップが良く、ステアリングがさらに重くなり、ドライバーに負担が大きくなってしまったため、例年とさほど変わらない出だしだった。ちなみに10チーム中唯一の未装着マシンであった。第2戦マレーシアGPではフェリペ・マッサがあまりのステアリングの重さに耐えきれずコースアウトする有り様だった。
第3戦バーレーンGPでようやくパワーステアリングが投入され、シーズン中盤の第10戦フランスGPに翼端付近に段差がついたフェラーリ F2004に似た新型フロントウイングが、第11戦イギリスGPによりコンパクトになった新型エンジンカウルが投入された。これはラジエターをV字型にすることで達成された。ドライバーのジャンカルロ・フィジケラも「以前よりも楽にポイントがとれるようになった」とコメントしているように、大幅な進歩を遂げた。毎年のようにシーズン終盤での失速がよく言われていたが、2004年シーズンは終盤まで力強い走りを披露した。

## スペック

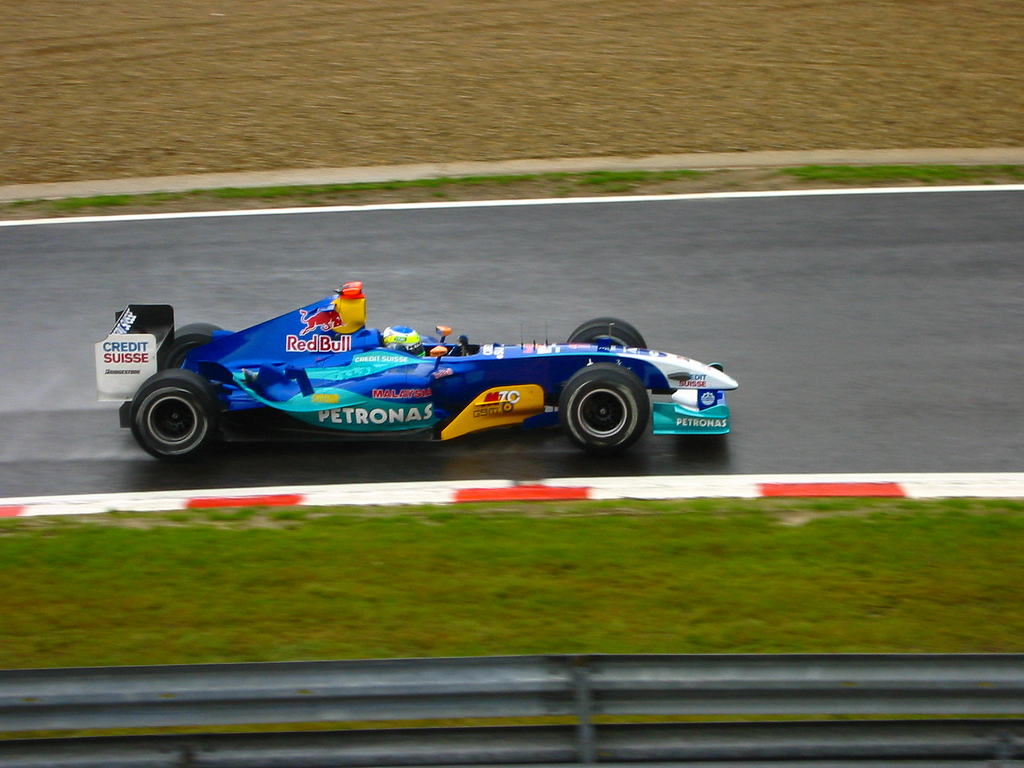
ベルギーGPにて、フィジケラがドライブするC23

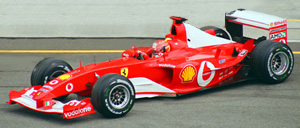
フェラーリ・F2003-GA

### シャーシ
- シャーシ名 C23
- 全長 4,600 mm
- 全幅 1,800 mm
- 全高 1,000 mm
- ホイールベース 3,120 mm
- 前トレッド 1,470 mm
- 後トレッド 1,410 mm
- クラッチ APカーボンファイバー製クラッチ
- ブレーキキャリパー ブレンボ
- ブレーキディスク・パッド ブレンボ・カーボンインダストリー
- ダンパー ザックス
- ホイール O・Z
- タイヤ ブリヂストン
- ギヤボックス フェラーリ縦置き7速セミオートマチック
- エレクトロニクス マニエッティ・マレリ

### エンジン
- エンジン名 ペトロナス04A(フェラーリTipo053)
- 気筒数・角度 V型10気筒・90度
- 排気量 2,997cc
- 最高回転数 18,600回転以上
- 最大馬力 880馬力以上
- 重量 95kg以下
- スパークプラグ NGK

## 記録
| 年   | No. | ドライバー | 1   | 2   | 3   | 4   | 5   | 6   | 7   | 8   | 9   | 10  | 11  | 12  | 13  | 14  | 15  | 16  | 17  | 18  | ポイント | ランキング |
| 年   | No. | ドライバー | AUS | MAL | BHR | SMR | ESP | MON | EUR | CAN | USA | FRA | GBR | GER | HUN | BEL | ITA | CHN | JPN | BRA | ポイント | ランキング |
| ---- | --- | ---------- | --- | --- | --- | --- | --- | --- | --- | --- | --- | --- | --- | --- | --- | --- | --- | --- | --- | --- | -------- | ---------- |
| 2004 | 11  | フィジケラ | 10  | 11  | 11  | 9   | 7   | Ret | 6   | 4   | 9   | 12  | 6   | 9   | 8   | 5   | 8   | 7   | 8   | 9   | 34       | 6位        |
| 2004 | 12  | マッサ     | Ret | 8   | 12  | 10  | 9   | 5   | 9   | Ret | Ret | 13  | 9   | 13  | Ret | 4   | 12  | 8   | 9   | 8   | 34       | 6位        |

- 太字はポールポジション、斜字はファステストラップ。